# Chiesanuova (Piemont)
Chiesanuova (piemontesisch Gesianeuva) ist eine Gemeinde in der italienischen Metropolitanstadt Turin (TO), Region Piemont.

## Lage und Einwohner
Chiesanuova liegt 50 km nördlich von Turin im alpinen Valle Sacra. Das Gemeindegebiet umfasst eine Fläche von 4 km² und hat 227 Einwohner (Stand 31. Dezember 2023).
Die Nachbargemeinden sind Frassinetto, Pont-Canavese, Borgiallo und Cuorgnè.

### Bevölkerungsentwicklung
Einwohnerzahl